# 軻比能
軻比能（呉音：かびのう、漢音：かひどう、拼音：Kēbǐnéng、生年不詳 - 235年）は、中国後漢末期から三国時代の鮮卑族の大人（たいじん：部族長）。封号は附義王。

## 生涯
軻比能はもともと鮮卑の中でも勢力のない種族の出身であったが、勇敢で裁きが公平であり、財物を貪ることがなかったため、人々は彼を推して大人に戴いた。その住む部落が長城に近かったため、袁紹が河北を占有するようになると、中原の人が多く逃れ叛いて彼のもとに身を寄せてきた。そうした者たちが武器や鎧や楯の作り方を教え、文字も少しは学び知るようになった。こうして軻比能の部下の兵士を指揮するやり方は、漢の方式にならい、外出や狩猟のときには、旗を建て、太鼓を合図にして進退させた。

### 曹操の時代
建安12年（207年）、曹操が柳城に遠征して烏桓の蹋頓単于らを斬って幽州を平定すると、軻比能は歩度根らとともに護烏桓校尉の閻柔を通じて、朝廷に献げ物を奉った。
建安16年（211年）、後漢の丞相となった曹操が西方に軍を動かし、関中を征すると（潼関の戦い）、田銀が河間で叛旗を翻した。軻比能は3千余騎をひきつれ閻柔に従って田銀を攻め、これを打ち破った。
建安23年（218年）、代郡烏桓の能臣氐らは、漢の支配に叛き、はじめ扶羅韓に、その配下に入りたいと通知し、扶羅韓は1万余騎を従えて迎えに出た。しかし、桑乾まで来たとき、能臣氐らは話し合い、扶羅韓の配下は彼の命令に十分に服していないから、結局はそこに身を落ち着けることはできないだろうということで、別に使者を送り、軻比能に連絡を取った。軻比能はすぐさま1万余騎を率いてやってくると、能臣氐，扶羅韓ともども会盟を行うことになった。軻比能はその会盟の席上で扶羅韓を殺し、扶羅韓の子の泄帰泥とその配下の者はすべて軻比能の指揮下に入った（軻比能は泄帰泥の父親を殺しているので、泄帰泥には特別に目をかけた。歩度根はこうしたことから、軻比能を仇敵とみなすようになった）。能臣氐と手を組んだ軻比能は、烏桓と力を合せて侵攻し、漢に損害を与えた。これに対し、魏王となった曹操は、鄢陵侯曹彰を驍騎将軍に任じて北に攻め込ませ、曹彰は軻比能を手ひどく打ち破った。軻比能は逃げて長城の外に出たが、のちにはまた使者を送り、献げ物をするようになった。

### 曹丕の時代
延康の初め（220年）、軻比能は使者を送って馬を献上し、曹丕のほうでも軻比能に附義王の位を授けた。
黄初元年（220年）文帝が即位し魏が成立すると、田豫が護烏桓校尉に任ぜられ、節を持ち、護鮮卑校尉も兼ねて、昌平に駐屯した。歩度根は使者を送って馬を献上し、文帝は歩度根に王の位を授けた。軻比能と歩度根は、のちしばしば戦闘を交えたが、歩度根の配下はだんだんと減り弱体となったため、その配下の1万余戸をひきいて太原郡と雁門郡とに入って安全を計った。歩度根はそのあと使者を送り、軻比能のもとにいた泄帰泥に誘いをかけ、泄帰泥はその部族民たちを引き連れて逃亡し、歩度根のもとに身を置いた。
黄初2年（221年）、軻比能は魏の者で鮮卑の中に逃げてきている者たち500余家を送り返して、代郡に移住させた。
黄初3年（222年）、軻比能はその部族の大人や配下の者たち、代郡烏桓の修武盧など3千余騎をひきつれ、牛や馬7万余頭を駆ってやってくると、魏との間に市場をひらいて交易をおこなった。また、魏の者千余家を送り返して上谷に移住させた。そののち、東部鮮卑の素利や歩度根の配下の三部族が軻比能と争いを起こし、互いに攻撃をかけあった。護鮮卑校尉の田豫が調停をして、互いに侵伐することをやめさせた。
東部鮮卑数十部族を擁する軻比能・素利・弥加らは、領地を分割して支配し、それぞれ境界をもうけていたが、互いに契約しあい、いずれも馬を魏の市に出すことを許さなかった。田豫は、蛮族が一つになることは魏の利益ではないと判断したので、先に手段をもうけて彼らを分離し、仇敵同士となって互いに攻撃しあうようにさせた。素利は盟約に違反して馬千匹を差し出してきたため、軻比能に攻められることになり、田豫に救援を求めた。田豫は精鋭だけを率いて敵地に侵入し、馬城にて敵をさんざんに打ち破った。
右中郎将雁門太守の牽招は、異民族のまとまりをなくすため、離間計を策した結果、歩度根・泄帰泥らが軻比能と仲たがいをし、部落三万余家をひきつれ郡に出頭し、国境地帯に従属した。牽招は命令を下し、歩度根らに軻比能を攻撃させた。歩度根らは、軻比能の弟の苴羅侯と、反逆した烏桓の帰義侯王同・王寄らを殺害し、まったくの仇敵同士となった。牽招はみずから出撃し、泄帰泥らを指揮してもとの雲中郡の地で軻比能を討ち、大いにこれを破った。
黄初5年（224年）、軻比能がふたたび素利に攻撃をかけると、田豫は軽装備の騎兵を率いて駆けつけ、背後から牽制した。軻比能は小さな部隊を選んでその隊長の瑣奴に田豫の攻撃を防がせたが、田豫は積極的に攻撃をかけて、瑣奴を敗走させた。このことがあって、軻比能は魏を信頼しなくなったが、輔国将軍の鮮于輔のとりなしで両者は友好関係を結んだ。軻比能はさらに勢力をまし、財物を略奪してきたときには、必ず均等に分配し、皆の前ですべてを定めて、けっして私利をはかることはなかった。それ故に配下の者たちは死を恐れずに彼のために力をつくし、他の部族の大人たちも敬し畏れた。しかし、それでもかつての檀石槐には及ばなかった。
黄初6年（225年）、并州刺史の梁習が軻比能を討伐し、大勝した。

### 曹叡の時代
太和2年（228年）、田豫は通訳の夏舎を軻比能の娘婿の鬱築鞬の部族のもとに行かせたが、夏舎は鬱築鞬に殺された。その秋、田豫は西部鮮卑の蒲頭と泄帰泥を率い、長城を出て鬱築鞬をひどく討ち破った。その帰還の途上、馬城まで来たとき、軻比能がみずから3万騎を率いて田豫の軍を包囲し、その包囲は7日におよんだ。上谷太守の閻志は、閻柔の弟で、もともと鮮卑たちの信頼を受けていた。その閻志が行って諭したため、軻比能はすぐさま包囲を解いて引き揚げた。そののち、幽州刺史の王雄は、校尉の任を兼ね、恩賞と信義とでもって鮮卑たちをなつかせた。軻比能も、しばしば長城に入り、幽州の役所にやってきて献上物をささげた。
太和2年（228年）、護烏桓校尉の田豫が馬邑城で軻比能に包囲されると、牽招は急遽救援に向かい、田豫を救出し、軻比能を撃破した。その後、蜀漢の諸葛亮と連携する軻比能を完全に討伐するための戦略・対策を進めていたが、その途中で牽招は死去した。
太和5年（231年）、蜀の諸葛亮は祁山を包囲すると、軻比能を招きよせた。軻比能らは、もとの右北平郡石城県にまで進出し、諸葛亮に呼応した（祁山の戦い）。
青龍元年（233年）になると、軻比能は歩度根に誘いをかけて、并州の支配から抜け出させ、和親の約束を結ぶと、自ら1万騎を率いてその妻子・親族を陘北まで迎えに出た。并州刺史の畢軌は、将軍の蘇尚・董弼らを送ってこれに攻撃をかけさせた。軻比能は自分の息子に騎兵をひきつれさせて派遣し、蘇尚らと楼煩において会戦し、その戦闘中に蘇尚と董弼を殺害した。明帝は驃騎将軍の秦朗を征伐に向かわせた。鮮卑軍は砂漠の北へ逃れた。冬10月、歩度根配下の部族の大人である戴胡阿狼泥らが并州を訪れて降伏したため、秦朗は帰還した。泄帰泥は軻比能に叛いて、その部族民を率いて朝廷に降服すると、帰義王の位を授かり、もとどおり并州に居住することを許された。歩度根は軻比能に殺された。
青龍3年（235年）になって、王雄は、勇猛の士の韓龍を送って軻比能を刺殺させると、代わってその弟を立てた。

## 三国志演義での軻比能
小説『三国志演義』第八十五回において、蜀の劉備が死んだとの報を受けた魏において、そのすきをねらって蜀に攻め込むべきと司馬懿が提案し、中原の兵だけでは蜀を陥落させることはできないと、鮮卑国王軻比能の十万、南蛮王孟獲の十万、呉軍の十万、孟達軍の十万、魏の大将軍曹真の十万の五手をもって蜀に進軍させた。しかし、その五手は諸葛亮によって軽々と追い返され、軻比能の方も馬超が追い返している。ここでの軻比能は羌王とも描かれており、羌人を率いている。

## 参考資料
- 陳寿『三国志』（魏書：明帝紀、田豫伝、牽招伝、鮮卑伝、蜀書：諸葛亮伝）（筑摩書房　1992年）
- 羅貫中『三国志演義』訳：立間祥介（平凡社　1980年）